# Diidrodipicolinato sintase
Diidrodipicolinato sintase (EC 4.3.3.7), 4-hidróxi-tetraidrodipicolinato sintase, ácido diidrodipicolínico sintase, L-aspartato-4-semialdeído hidro-liase (adição de piruvato e ciclização), dapA (gene)) é uma enzima com o nome sistemático L-aspartato-4-semialdeído hidro-liase (adição de piruvato e ciclização; formação de (4S)-4-hidroxi-2,3,4,5-tetraidro-(2S)-dipicolinato). Esta enzima catalisa a seguinte reação química:
piruvato + L-aspartato-4-semialdeído {\displaystyle \rightleftharpoons } (2S,4S)-4-hidróxi-2,3,4,5-tetraidrodipicolinato + H2O
A reação ocorre em três etapas consecutivas.

## Função
Esta enzima pertence à família das liases, especificamente as amina-liases, que clivam as ligações carbono-nitrogênio. 4-Hidróxi-tetraidrodipicolinato sintase é a enzima chave na biossíntese de lisina via a rota diaminopimelato de procariotas, alguns phycomycetes e plantas superiores.  A enzima catalisa a condensação de L-aspartato-beta-semialdeído e piruvato a ácido 4-hidróxi-tetraidropicolínico via um mecanismo ping-pong no qual piruvato se liga à enzima formando uma base de Schiff com um resíduo lisina.